# Alpaida yotoco
Alpaida yotoco là một loài nhện trong họ Araneidae.
Loài này thuộc chi Alpaida. Alpaida yotoco được Herbert Walter Levi miêu tả năm 1988.